# Santiago Otheguy
Santiago Otheguy (* 29. Januar 1973 in Buenos Aires) ist ein argentinisch-französischer Filmregisseur.

## Leben
Als 18-Jähriger ging Otheguy nach Paris. Er studierte Kunstgeschichte an der Sorbonne. 1995 bis 1999 schloss sich ein Filmstudium an. Hier entstand sein Kurzfilm Naima. Sein Kinodebüt gab er 2000 mit Drogenszenen, für den er die Episode Aufwärts (La Rampe) mit Claude Jade inszenierte. In Interviews erklärte er, dass er Claude Jade als Alkoholikerin besetzt habe, weil ihre Zartheit und Würde dem Charakter der Rolle widersprächen. Anschließend entstanden weitere Kurzfilme (Retiro, Mort à Cherbourg) und die Dokumentation 22 de Enero. 2004 arbeitete er als Regieassistent Juan Solanas’ beim Film Nordeste mit Carole Bouquet.
Otheguys Durchbruch erfolgte mit einem Drama zum Thema Homosexualität, dessen Protagonisten nur durch ein Schiff mit der Zivilisation verbunden sind, auf der Berlinale 2007: Sein Film La León wurde ein Publikumserfolg und erhielt den Teddy Award.